# Kwinten Mordijck
Kwinten Mordijck (1988) is een Belgische componist en multi-instrumentalist (synthesizer, baritonsaxofoon). Hij speelt mee in verschillende bands, waaronder Manngold, Kiss the Anus of a Black Cat, Hert Herz, Hypochristmutreefuzz, delvaux en Trashcan Blues Collective, en maakt muziek voor het theater (o.a. NTGent). Mordijck studeerde af als master of arts aan het Conservatorium van Gent in "scheppende muziek: muziekproductie".